# 大叶金牛
大叶金牛（学名：Polygala latouchei）为远志科远志属下的一个种。

## 扩展阅读
- 維基物種上的相關：大叶金牛